# Ярошівка (Харківський район)
Яроші́вка — село в Україні, у Солоницівській громаді Харківського району Харківської області. Населення становить 114 осіб. Колишній орган місцевого самоврядування — Протопопівська сільська рада.

## Географія
Село Ярошівка знаходиться на правому березі річки Криворотівка, вище за течією на відстані 1 км розташоване село Протопопівка, нижче за течією примикає до смт Вільшани, на протилежному березі село Гуківка.

## Історія
Село засноване в 1722 році.
До революції в селі розташовувалася садиба дворян Ковалевських.

## Відомі люди
- Ковалевський Євграф Петрович (1790—1867), державний діяч Російської імперії
- Ковалевський Єгор Петрович (1809 або 1811—1868) — географ-мандрівник, письменник і дипломат, геолог, відкрив витоки річки Білий Ніл.
- Анфімов Микита Володимирович[ru] (1909—1998), археолог, дослідник древньої Синдики (зокрема Семибратнього городища), професор, почесний громадянин міста Краснодара